# پروژه دایدالوس

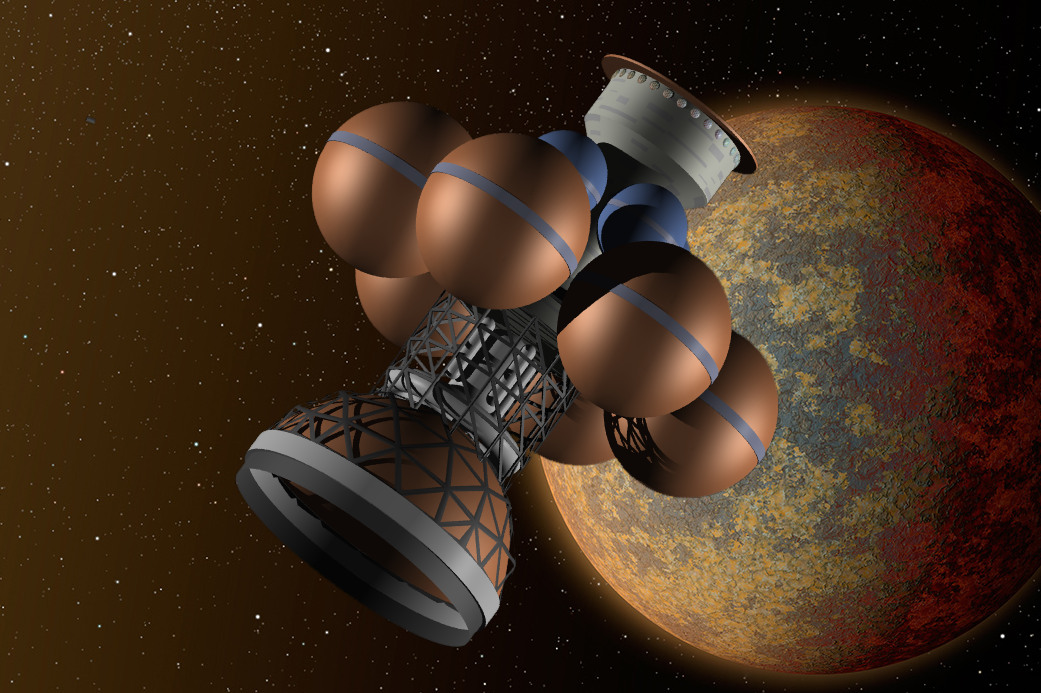
تصویر مفهومی فضاپیمای دایدالوس

پروژه دایدالوس (به نام Daedalus، طراح اسطوره ای یونانی که بال‌هایی را برای پرواز انسان ساخت) مطالعه‌ای بود که توسط انجمن بین سیاره‌ای بریتانیا بین سال‌های ۱۹۷۳ و ۱۹۷۸ برای طراحی یک کاوشگر بین‌ستاره‌ای بدون خدمه انجام شد. طراحی آن به عنوان کاربرد در یک کاوشگر علمی در نظر گرفته شده بود و مشخص می‌کرد که فضاپیما باید از یک فناوری موجود یا آتی در آینده نزدیک استفاده کند و باید بتواند در طول عمر انسان به مقصد برسد.
آلن باند گروهی از دانشمندان و مهندسان را رهبری کرد که پیشنهاد استفاده از یک موشک همجوشی را برای رسیدن به ستاره بارنارد در فاصله ۵٫۹ سال نوری از زمین ارائه کردند. تخمین زده می‌شد که این سفر ۵۰ سال طول بکشد، اما طراحی آن باید به اندازه کافی انعطاف‌پذیر باشد که بتوان آن را به هر ستاره هدف دیگری فرستاد.
تمام مقالات تولید شده توسط این مطالعه در کتاب BIS، پروژه دایدالوس: امکان مهندسی سفر بین ستاره ای، موجود است.

## مشخصات فنی
طول کلی: ۱۹۰ متر
وزن بار: ۴۵۰ تن